# XMPlay
XMPlay는 마이크로소프트 윈도우용으로 개발된 오디오 플레이어로, 프리웨어이다. Ian Luck 단독으로 개발했다.
2.4 버전부터 스킨 기능을 지원하기 시작했으며 XMPlay 웹사이트에서 많은 수의 스킨을 배포하고 있다. 2004년 2월에는 스킨 대회도 열렸는데 여기서 확정된 스킨이 현재 3.x 버전 스킨에 사용되고 있다.
XMPlay가 1998년 처음 나왔을 때, 주로 XM 포맷을 지원했는데, 그런 이유로 "XMPlay"라는 이름이 붙여졌다. (하지만 일반적인 MOD 파일들도 재생한다.)

## 기능
XMPlay는 아래와 같은 포맷을 지원한다 :
- 디지털 오디오: Ogg Vorbis, MP3, MP2, MP1, WMA (DRM이 없는 파일만 재생 가능), WAV, CD 오디오, FLAC, MIDI, WavPack
- 모듈 포맷: Impulse Tracker (IT), 패스트 트랙커 2 (XM), 스크림 트랙커 3 (S3M), 멀티트랙커 (MTM), 프로트랙커 (MOD), 언리얼 뮤직 포맷 (UMX), MO3

플러그인으로 기능을 확장할 수 있으며, 인터넷 스트리밍 방송도 재생할 수 있다. DSP, 32/24비트 멀티 채널 출력, 키보드 단축키 등 다양한 기능을 지원한다. 또한 유니코드로 된 파일을 지원한다. 무엇보다도 XMPlay는 가볍다는 장점을 가지고 있어 실제로 홈페이지에서는 별도의 설치 파일 없이 ZIP 파일로만 제공하여 이 압축 파일을 풀어서 바로 사용할 수 있다.